# Leon Rippy
Leon Rippy (* 30. Oktober 1949 in Rock Hill, South Carolina) ist ein US-amerikanischer Schauspieler.

## Leben und Wirken
Leon Rippy hat seit den frühen 1980er Jahren in vielen Fernsehproduktionen und Kinofilmen mitgewirkt. In seiner Karriere hat er unter anderem mehrfach mit dem Regisseur und Produzenten Roland Emmerich zusammengearbeitet. Leon Rippy spielte in dessen Filmen Moon 44, Universal Soldier, Stargate, Der Patriot und in dem von Roland Emmerich produzierten The 13th Floor – Bist du was du denkst? mit.
Größere Bekanntheit erlangte Leon Rippy durch seine Rollen als Saloonbesitzer Tom Nuttall in der US-Fernsehserie Deadwood und als Engel Earl in der US-Fernsehserie Saving Grace.

## Filmografie (Auswahl)
- 1983: Die Polizei-Chiefs von Delano (Chiefs, Fernsehdreiteiler, 2 Folgen)
- 1984: Tales of the Third Dimension
- 1984: Der Feuerteufel (Firestarter)
- 1984: Gremlords (Hyperspace)
- 1985: Rockin’ Road Trip
- 1985: Marie – Eine Mutter in Angst (Marie)
- 1985: Die Farbe Lila (The Color Purple)
- 1986: Fackeln im Sturm II (North and South, Book II, Fernsehsechsteiler, Folge 2)
- 1986: Der City Hai (Raw Deal)
- 1986: Rhea M – Es begann ohne Warnung (Maximum Overdrive)
- 1986: Gnadenlos (No Mercy)
- 1986: King Kong lebt (King Kong Lives)
- 1987: Ein knallharter Bulle (The Rutherford County Line)
- 1987: Das Schlafzimmerfenster (The Bedroom Window)
- 1988: Born to Race
- 1988: Der gnadenlose Jäger (The Tracker, Fernsehfilm)
- 1988: Hunter (Fernsehserie, Folge 4x20 The Fourth Man)
- 1988: Die Unschuld der Molly (Illegally Yours)
- 1988: Raumschiff Enterprise – Das nächste Jahrhundert (Star Trek: The Next Generation, Fernsehserie, Folge 1x26 Die neutrale Zone)
- 1988: Track 29 – Ein gefährliches Spiel (Track 29)
- 1988: Traxx – Scharfe Waffen, heiße Kekse (Traxx)
- 1988: Jesse – Engel im Tal des Todes (Jesse, Fernsehfilm)
- 1989: Hardball (Fernsehserie, Folge 1x05 The Cleveland Indian)
- 1990: Der Harte und der Zarte (Loose Cannons)
- 1990: Zurück in die Vergangenheit (Quantum Leap, Fernsehserie, Folge 2x16 Freedom – November 22, 1970)
- 1990: Moon 44
- 1990: Blaze of Glory – Flammender Ruhm (Young Guns II)
- 1990: The Hot Spot – Spiel mit dem Feuer (The Hot Spot)
- 1991: Hard Time Romance
- 1991: Eye of the Storm
- 1992: Made of Steel – Hart wie Stahl (Beyond the Law)
- 1992: Kuffs – Ein Kerl zum Schießen (Kuffs)
- 1992: Universal Soldier
- 1993: Caruso und die mörderischen Models (A Perry Mason Mystery: The Case of the Wicked Wives, Fernsehfilm)
- 1993: Diagnose: Mord (Diagnosis Murder, Fernsehserie, 2 Folgen)
- 1993–2001: Walker, Texas Ranger (Fernsehserie, 4 Folgen)
- 1994: Stargate
- 1996: The Arrival – Die Ankunft (The Arrival)
- 1997: Still Movin’
- 1997: Gun – Kaliber 45 (Gun, Fernsehserie, Folge 1x05 The Hole)
- 1997: The Visitor (Fernsehserie, Folge 1x01 Pilot)
- 1997: Mitternacht im Garten von Gut und Böse (Midnight in the Garden of Good and Evil)
- 1999: The 13th Floor – Bist du was du denkst? (The 13th Floor)
- 1999: Die Profis – Die nächste Generation (CI5: The New Professionals, Fernsehserie, Folge 1x13 Glory Days)
- 2000: Der Patriot (The Patriot)
- 2001: Auf der Flucht – Die Jagd geht weiter (The Fugitive, Fernsehserie, 1x11 New Orleans Saints)
- 2002: Arac Attack – Angriff der achtbeinigen Monster (Eight Legged Freaks)
- 2003: Das Leben des David Gale (The Life of David Gale)
- 2003: Six Feet Under – Gestorben wird immer (Six Feet Under, Fernsehserie, Folge 3x08 Tears, Bones & Desire)
- 2004: Alamo – Der Traum, das Schicksal, die Legende (The Alamo)
- 2004–2006: Deadwood (Fernsehserie, 36 Folgen)
- 2006: Spiel auf Bewährung (Gridiron Gang)
- 2007–2010: Saving Grace (Fernsehserie, 46 Folgen)
- 2011–2012: Leverage (Fernsehserie, 5 Folgen)
- 2013: Lone Ranger (The Lone Ranger)
- 2013: Under the Dome (Fernsehserie, 5 Folgen)
- 2016: 11.22.63 – Der Anschlag (11.22.63, Fernsehserie, 2 Folgen)
- 2016–2017: The Blacklist (Fernsehserie, 4 Folgen)

## Auszeichnungen
- 2007: Nominierung für den Screen Actors Guild Award in der Kategorie Bestes Schauspielensemble für Deadwood